# Emmenopterys
Az Emmenopterys a tárnicsvirágúak (Gentiales) rendjébe sorolt buzérfélék (Rubiaceae) családjában a mügefűformák (Ixoroideae) alcsalád Condamineeae nemzetségcsoportjának monotipikus nemzetsége. Egyetlen közmegegyezéssel elfogadott faja az Emmenopterys henryi.
Sokáig idesoroltak egy Emmenopterys rehderi néven leírt fajt is, de egyre több botanikus álláspontja szerint az valójában nem külön faj, hanem a Schizomussaenda dehiscens fajjal azonos (T-S).
A nemzetség neve a görög emmeno (maradvány) és pteron (toll vagy szárny) szavak összetétele (T-S).

## Származása, elterjedése
Kelet-Ázsiában — Dél-Kínában és Vietnámban — honos (az állítólagos Emmenopterys rehderi Burmában és Thaiföldön él). Eredeti élőhelyén is ritka; elegyfaként, szórványosan fordul elő (McNamara).
Néhány gyűjteményes kertben Európában is megtalálható (Johnson).
Eredetét az eocén időszakig tudjuk visszakövetni; a oregoni Clarno Nut Beds-en a nemzetség egy azóta kihalt fajának kb. 44 millió éves maradványait találták meg. Hasonló fosszíliák kerültek elő középső eocén rétegekből Németországban. Ezek alapján az Emmenopteryst tipikus harmadkori reliktumnemzetségnek tekintjük. Ezek fajai a harmadidőszak korai szakaszában nagy területeken éltek az akkori Laurázsia szuperkontinensen. Az éghajlat romlása (lehűlése) miatt mindinkább visszaszorultak, a maradék fajok többsége Kelet-Ázsiában talált menedéket (T-S).

## Felfedezésének története
A Kew Gardens (Királyi Botanikus Kertek) társulat vezetése bízta meg a híres „növényvadász” Ernest H. Wilsont, hogy utazzon Kínába, és találja meg eredeti élőhelyén a galambfát (Davidia involucrata), amelynek addig csak szárított mintáit ismerték. Wilson közel egy évtizedet töltött Kínában, amiről idővel a „kínai” Wilson előnevet kapta. Az Emmenopterys henryi-ről először 1907-ben számolt be, és „azt a kínai erdők egyik legszembetűnőbb fájaként” jellemezte.
Wilson hírneve miatt számos botanikus kert és kertészet próbálkozott a fa megtelepítésével és szaporításával, ám az Európában ültetett példányok sokáig nem voltak hajlandóak virágozni. Európában első virágai a a Lago Maggiore Vila Taranto Botanikus Kertben nyíltak 1971-ben egy már több évtizede ott álló fán. A brit szigeteken először a Kew Gardens példánya hozott virágot a Wakehurst Place-en 1987-ben, több mint hetvenöt éves korában. Azóta még egyszer sem nem virágzott, mint ahogy egyetlen más példány sem egész Nagy-Britanniában. 2021-ben virágzott a flandriai Kalmthout Arborétum példánya.
Észak-Amerikában először a marylandi Silver Spring gyűjteményben virágzott egy az, Arnold Arborétumban 1979-ben csíráztatott magból nőtt példány 1994-ben. Azóta az Egyesült Államok délkeleti részén már több fa is kivirágzott. A kontinens nyugati partvidékén először a Kalifornia Sonoma megyéjében kialakított Quarryhill Botanikus Kertben virágzott két, mindössze hatéves példány 2004. június végétől augusztus végéig — ezek voltak az eddig legfiatalabban virágzó ültetett emmenopterysek.  (McNamara).

## Megjelenése, felépítése
Eredeti élőhelyén 30 m-mél magasabbra is megnőhet (McNamara). A legnagyobb európai példány 17 m-es. Tőben elágazva rendszerint több egyenes, karcsú törzset nevel. Kérge sötétszürke, kissé érdes.
Keresztben átellenesen, vöröses levélnyélen növő, 22 cm-es, lecsüngő levelei puhák és vastagok. Fiatalon gyakran vöröses árnyalatúak, később kifakulnak.
2 cm-es rügyeit két karmazsinvörös, hosszúkás rügypikkely fedi (Johnson).
Illatos, krémfehér virágai szinte kizárólag a legfelső ágakon jelennek meg, és magasan a föld felett lógnak laza bugákban. A fehér, kb. 3 cm-es virágoknak 2-3, 8 cm-es, zöldesfehér murvalevele van (Johnson).

## Életmódja, termőhelye
Virágai Európában 2–3 hétig nyílnak (Johnson). Tisztázatlan, hogy miért virágzik ilyen ritkán.
Természetes élőhelyén A Kínai Növények Vörös Könyve szerint nagyjából harminc éves korában fordul termőre, és rendszerint két-négy évente érlel magot.

## Természetvédelmi helyzete
Kína középső részén nagy területen nő, de veszélyezteti a mezőgazdaság terjeszkedése, a fakitermelés és az erdők tervezetlen felújítása (McNamara).

## Fordítás
- Ez a szócikk részben vagy egészben  az   Emmenopterys című angol Wikipédia-szócikk ezen változatának fordításán alapul.  Az eredeti cikk szerkesztőit annak laptörténete sorolja fel. Ez a jelzés csupán a megfogalmazás eredetét és a szerzői jogokat jelzi, nem szolgál a cikkben szereplő információk forrásmegjelöléseként.